# Another Story (Stanley Turrentine)
Another Story è un album di Stanley Turrentine, pubblicato dalla Blue Note Records nel 1970. Il disco fu registrato il 3 marzo del 1969 al "Rudy Van Gelder Studio" in Englewood Cliffs, New Jersey (Stati Uniti).

## Tracce
Lato A
1. Get It – 7:49 (Stanley Turrentine)
2. The Way You Look Tonight – 9:13 (Dorothy Fields, Jerome Kern)
3. Stella by Starlight – 5:33 (Ned Washington, Victor Young)

Lato B
1. Quittin' Time – 6:50 (Thad Jones)
2. Six and Four – 11:22 (Oliver Nelson)

## Musicisti
- Stanley Turrentine  - sassofono tenore
- Thad Jones  - flugelhorn (tranne nel brano : A3)
- Cedar Walton  - pianoforte
- Buster Williams  - basso
- Mickey Roker  - batteria